# Antoine Bernard-Jean Marfan

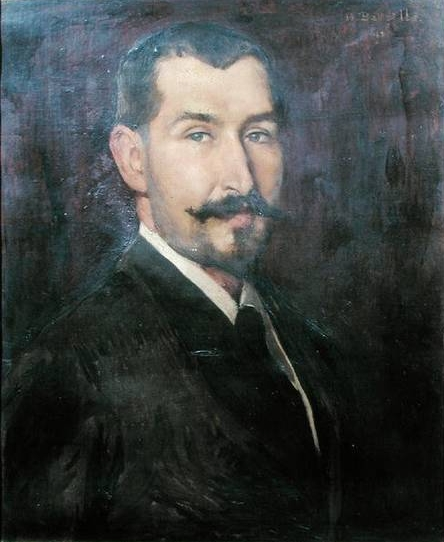
Antoine Marfan

Antoine Bernard-Jean Marfan, född 23 juni 1858 i Castelnaudary, död 1942, var en fransk pediatriker. Marfan föddes i Castelnaudary (departementet Aude, Occitanien) och påbörjade sina medicinska studier i Toulouse, där han stannade i två år, innan han fortsatte vidare till Paris. Han tog sin examen 1886 och 1914 blev han professor för den pediatriska kliniken vid Universitetet i Paris. 1896 beskrev Marfan symtomen på en ärftlig bindvävssjukdom som blev känd som Marfans syndrom.